# او-۹۹ (کریگس‌مارینه)
زیردریایی یو-۹۹ (۱۹۴۰) (به انگلیسی: German submarine U-99 (1940)) یک زیردریایی بود که طول آن ۶۶٫۶ متر (۲۱۸ فوت ۶ اینچ) بود. این زیردریایی در سال ۱۹۴۰ ساخته‌شد.